# 江部努
江部 努（えべ つとむ、1947年10月30日 - ）は日本の実業家。元NTT東日本社長。電気通信協会賞受賞。

## 人物
神奈川県横浜市出身。1966年神奈川県立横浜翠嵐高等学校卒業、1970年一橋大学経済学部を卒業し、日本電信電話公社入社。盛岡電話局に配属。その後北海道総支社労働部長や経営企画本部担当部長を務めた。
2003年西日本電信電話代表取締役副社長、2007年日本電信電話代表取締役副社長中期経営戦略推進室長、2008年東日本電信電話代表取締役社長。固定通信と携帯電話サービスの融合を進め、2009年には光通信回線サービス「フレッツ光」の最大通信速度を、利用料金を従来のまま、従来の2倍の毎秒200メガビットに引き上げる新サービスを開始した。
事業構造の転換として、インターネット系サービスの提供に力を入れ、前年度の営業利益を1割以上上回った2010年度には、初めてネット系サービスの売り上げが音声通話の売上高の売り上げを上回った。不況で解約が増える中、フレッツ光については、営業の力点を新規契約獲得から、解約抑制に移し、2010年「フレッツ光メンバーズクラブ」を開始。ポイント制により解約抑制を図った。
2012年NTT東日本取締役相談役。第57回電気通信協会賞受賞。通信文化協会理事、マルチメディア振興センター評議員、ふるさとテレビ顧問等も務めた。趣味は野球観戦、バドミントン観戦。血液型はB型。